# Сесар, Ренато
Ренато Сесар Перес (исп. Renato César Pérez; род. 16 августа 1993, Мальдонадо) — уругвайский футболист, нападающий клуба «Депортиво Мальдонадо».

## Клубная карьера
Сесар — воспитанник клуба «Насьональ». 4 июня 2011 года в матче против «Рампла Хуниорс» он дебютировал в уругвайской Примере. В своём дебютном сезоне Ренто стал чемпионом страны. 15 апреля 2012 года в поединке против столичного «Серрито» Ренато забил свой первый гол за «Насьональ». По окончании сезона он вновь стал чемпионом Уругвая. Летом 2014 года Сесар на правах аренды перешёл в швейцарский «Лугано». 30 августа в матче против «Виля» он дебютировал в швейцарской Суперлиге. 12 апреля 2015 года в поединке против «Лозанны» Сесар забил свой первый гол за «Лугано». В этом же сезоне он стал чемпионом Швейцарии.
Летом 2015 года Ренато на правах аренды перешёл в столичный «Ливерпуль». 16 августа в матче против «Монтевидео Уондерерс» он дебютировал за новую команду. 13 сентября в поединке против «Эль Танке Сислей» Сесар забил свой первый гол за «Ливерпуль».

## Международная карьера
В конце декабря 2012 года Сесар был включен в заявку сборной Уругвая на участие в молодёжном чемпионате Южной Америки. На турнире он сыграл в матчах против Перу, Венесуэлы, Колумбии, Чили, Парагвая и сборных Бразилии.

## Достижения
«Насьональ»
- Чемпионат Уругвая по футболу — 2010/11, 2011/12

«Лугано»
- Челлендж-лига — 2014/2015

Уругвай (до 20)
- Бронза молодёжного чемпионата Южной Америки — 2015